# Ceratotherium mauritanicum
A Ceratotherium mauritanicum az emlősök (Mammalia) osztályának páratlanujjú patások (Perissodactyla) rendjébe, ezen belül az orrszarvúfélék (Rhinocerotidae) családjába tartozó fosszilis faj.

## Tudnivalók
A Ceratotherium mauritanicum a késő pliocén és kora holocén korszakok között, azaz 2,6 millió-8 ezer évvel ezelőtt élt. Maradványait Marokkó, Algéria és Tunézia területein fedezték fel.
Az eddigi kövületek szerint ez a fosszilis orrszarvú a Ceratotherium neumayrinak a leszármazottja és a mai szélesszájú orrszarvúnak (Ceratotherium simum) az őse.
Egyes idősebb pliocén kori, Kelet-Afrikában talált kövületeket, korábban ennek a fajnak tulajdonítottak, azonban a további vizsgálatok után bebizonyosodott, hogy a csontok egy másik fajhoz, a Ceratotherium efficax-hoz tartoznak. Ebből egyes őslénykutatók arra következtetnek, hogy ennek a fajnak nem a Ceratotherium neumayri, hanem a Ceratotherium efficax az őse.
Abban az időben Szahara területén szavannák és ligeterdők voltak. Feltételezések szerint, a Ceratotherium mauritanicum ugyanúgy élt és ugyanazt ette, mint a mai szélesszájú orrszarvú. Egyesek szerint a Szaharában talált barlangrajzokon és sziklarajzokon, amelyek orrszarvúakat ábrázolnak, nem is a mai állat, hanem inkább a Ceratotherium mauritanicum látszik.

## Fordítás
- Ez a szócikk részben vagy egészben  a   Ceratotherium mauritanicum című angol Wikipédia-szócikk ezen változatának fordításán alapul.  Az eredeti cikk szerkesztőit annak laptörténete sorolja fel. Ez a jelzés csupán a megfogalmazás eredetét és a szerzői jogokat jelzi, nem szolgál a cikkben szereplő információk forrásmegjelöléseként.
- Ez a szócikk részben vagy egészben  a   White rhinoceros#Taxonomy and evolution című angol Wikipédia-szócikk ezen változatának fordításán alapul.  Az eredeti cikk szerkesztőit annak laptörténete sorolja fel. Ez a jelzés csupán a megfogalmazás eredetét és a szerzői jogokat jelzi, nem szolgál a cikkben szereplő információk forrásmegjelöléseként.